# RG-35
RG-35 — перспективна повнопривідна південно-африканська машина із захистом від мін і засідок компанії Land Systems OMC — підрозділу BAE Systems. Транспортер RG-35 з колісною формулою 6×6 презентували 2009 року. Планувалось розробити на цій базі ряд повнопривідних машин різного призначення, у тому числі з колісною формулою 4×4. Значний запас вантажопідйомність дозволяє використати додатковий модульний панцирний захист, забезпечивши захист рівня 4 STANAG 4569, що зробить RG-35 одним з найкраще захищених бронетранспортерів. Крім безпосереднього приводу від турбодизеля Cummins може бути застосований гібридний електричний привід. На даху можна встановити середні вежі з великим діапазоном зброї.

## Історія
На основі досвіду виготовлення ряду захищених транспортерів RG-31 Nyala, RG-32 Scout, RG Outrider, RG-33 компанія Land Systems OMC розпочала 2008 розробку транспортера нового покоління з високим рівнем захисту від мін і засідок (англ. Mine-Resistant Ambush Protected (MRAP)), високими вантажопідйомністю і мобільністю. Протимінне клиноподібне дно повторює добре зарекомендовану конструкцію з RG-31. Базовий прототип 6×6 презентували у вересні 2009 на лондонській Міжнародній виставці Захисних систем і обладнання (англ. Defence Systems and Equipment International). BAE Systems охарактеризували його як новий клас бойових машин, що поєднує мобільність машин 4×4 з протимінним захистом і потужність озброєння, вантажопідйомності бойових машин 8×8. До кінця 2010 було заплановано презентувати модифікацію машини з колісною формулою 4×4, корпус якої на той час уже було виготовлено. Компанія очікувала великий інтерес до даного класу машин зокрема від Південно-Африканської Армії, яка за програмою Sepula планує знайти заміну захищеним транспортерам Casspir і Mamba, та від Британської армії, де розроблявся проєкт Захищених патрульних машин (англ. Light Protected Patrol Vehicle). Виробники RG-35 мали надію перемогти у конкурсах по даних проєктах.
Розташування силового блоку біля борту дозволяє його замінити впродовж 30 хвилин і значно збільшує внутрішній простір кабіни до об'єму 15 м³. У кабіні з двома кондиціонерами може перебувати водій і до 15 військових. Усі важливі агрегати машини перебувають під панцирним захистом. При вантажопідйомності 15 т на машину можна встановити додаткові модулі захисту 120-мм під V-подібним дном і 50-мм на бортах. На прототипі RG-35 2009 встановили вежу нового покоління Multiweapon, виготовлену підрозділом BAE Systems Land Systems Dynamics у Преторії.
Може перевозитись літаками Airbus A400M Atlas і більшими.
RG-35 було заплановано випускати у модифікаціях бойового транспортера піхоти, командно-штабній, інженерному, транспортера 120-мм міномету, зенітної гармати, ремонтно-евакуаційної машини, амбулаторії.